# Nordin El Harfaoui
Nordin El Harfaoui, född 31 mars 1972 i Stockholm, är en svensk före detta professionell ishockeyspelare (centerforward).
Nordin har bl.a. spelat för Luleå HF och Djurgården Hockey under sin karriär.